# Jaroslav Dvořák (fotbalista)
Jaroslav Dvořák (* 26. července 1971) je bývalý český fotbalista, obránce.

## Fotbalová kariéra
V československé a české lize hrál za SK Hradec Králové. V československé a české lize nastoupil celkem v 66 utkáních a dal 10 gólů. Obránce s výbornou levačkou, dobrý technik s herním přehlem a dobrým zahráváním standardních situacích.

## Ligová bilance
| Ročník                          | Zápasy | Góly | Klub              |
| ------------------------------- | ------ | ---- | ----------------- |
| 1. česká fotbalová liga 1993/94 | 2      | 0    | SK Hradec Králové |
| Gambrinus liga 1997/98          | 14     | 1    | SK Hradec Králové |
| Gambrinus liga 1998/99          | 26     | 8    | SK Hradec Králové |
| Gambrinus liga 1999/00          | 12     | 0    | SK Hradec Králové |
| Gambrinus liga 2001/02          | 6      | 1    | SK Hradec Králové |
| CELKEM                          | 66     | 10   |                   |